# 志和村
志和村（しわむら）は、昭和30年（1955年）まで岩手県紫波郡にあった村。現在の紫波町稲藤(いなふじ)・片寄(かたよせ)・土舘(つちだて)・上平沢(かみひらさわ)にあたる。

## 沿革
- 明治22年（1889年）4月1日 - 町村制施行にともない、稲藤村・片寄村・土舘村・上平沢村の計4か村が合併して志和村が発足。
  - 前身の4村は明治4年（1871年）まで八戸藩の飛地領であった（4村以外の紫波郡各村は盛岡藩領）。
- 昭和30年（1955年）4月1日 - 日詰町・赤石村・赤沢村・佐比内村・長岡村・彦部村・古館村・水分村と合併し、紫波町となる。

## 行政

### 歴代村長
| 代 | 氏名       | 就任                       | 退任                       | 備考 |
| -- | ---------- | -------------------------- | -------------------------- | ---- |
| 1  | 対馬景福   | 明治22年（1889年）4月1日   | 明治26年（1893年）5月23日  |      |
| 2  | 熊谷常治   | 明治26年（1893年）5月27日  | 明治26年（1893年）7月9日   |      |
| 3  | 熊谷長三郎 | 明治26年（1893年）8月5日   | 明治30年（1897年）4月8日   |      |
| 4  | 阿部市五郎 | 明治30年（1897年）4月9日   | 明治37年（1904年）6月6日   |      |
| 5  | 藤尾寛雄   | 明治37年（1904年）6月16日  | 大正4年（1915年）1月9日    |      |
| 6  | 細川久     | 大正4年（1915年）5月18日   | 昭和13年（1938年）5月21日  |      |
| 7  | 北條韶美   | 昭和13年（1938年）9月15日  | 昭和21年（1946年）11月4日  |      |
| 8  | 藤尾太郎   | 昭和22年（1947年）4月8日   | 昭和24年（1949年）10月10日 |      |
| 9  | 阿部長蔵   | 昭和24年（1949年）11月27日 | 昭和30年（1955年）3月31日  |      |